# Dolichopoda linderii
Dolichopoda linderii is een rechtvleugelig insect uit de familie grottensprinkhanen (Rhaphidophoridae). De wetenschappelijke naam van deze soort is voor het eerst geldig gepubliceerd in 1861 door Dufour.
1. ↑  (en) Dolichopoda linderii op de IUCN Red List of Threatened Species.